# Echo Beach
Echo Beach è un singolo della band canadese Martha and the Muffins del 1980, tratto dall'album Metro Music che vinse il Juno Award for Single of the Year e raggiunse la posizione numero 10 nella classifica inglese.
Della canzone sono state eseguite numerose cover, tra cui una dalla cantante inglese Toyah Willcox e, nel 2008, da Gabriella Cilmi, che ha inserito la canzone nel suo album di debutto Lessons to Be Learned, diventata anche colonna sonora del film australiano Hating Alison Ashley.